# Quatipuru
Quatipuru là một đô thị thuộc bang Pará, Brasil. Đô thị này có diện tích 324,252 km², dân số năm 2007 là 12620 người, mật độ 38,92 người/km².